# آرتور ژرژ (بازیکن فوتبال، زاده ۱۹۹۴)
آرتور ژرژ مارکز آموریم (زاده ۱۴ اوت ۱۹۹۴) که با نام آرتور ژرژ شناخته می‌شود، بازیکن فوتبال اهل پرتغال، ناحیه براگا است که هم‌اکنون در پست مدافع میانی برای باشگاه فوتبال موریرنز به میدان می‌رود.

## زندگی شخصی
پدر او، که مانند خودش، آرتور ژرژ نام دارد نیز بازیکن فوتبال بوده‌است که همانند خودش، در دوره‌ای برای براگا به میدان می‌رفت و همچنین اکنون سرمربی باشگاه فوتبال براگا بی است.